# Musikschau der Nationen
Musikschau der Nationen var ett årligt internationellt tattoo som hölls årligen i ÖVB Arena i Bremen. Varje år ges 5-7 föreställningar under en helg i slutet av januari. Premiäråret var 1965 och 2017 hölls evenemanget för sista gången.

## Svensk medverkan
Under de senaste åren har svenska militärmusikkårer deltagit:
- Hemvärnets Musikkår Södertörn - 2015
- Livgardets dragonmusikkårs kamratförening och Livgardets drilltropp - 2013
- Marinens Ungdomsmusikkår - 2009
- Arméns trumkår - 2008
- Arméns trumkår - 2007
- Hemvärnets Musikkår Västmanland - 2006
- Malmö Brandkårs Musikkår - 2004